# Лісне (Брянський район)
Лісне (рос. Лесное) — село в Брянському районі Брянської області Російської Федерації.
Населення становить 47 осіб. Входить до складу муніципального утворення Стекляннорадицьке сільське поселення.

## Історія
Від 2005 року входить до складу муніципального утворення Стекляннорадицьке сільське поселення.

## Населення
| 2010 | 2013 |
| ---- | ---- |
| 62   | ↘47  |